# HMS Vigilant (R93)
«Віджілент» (англ. HMS Vigilant (R93) — військовий корабель, ескадрений міноносець типу «V» Королівського військово-морського флоту Великої Британії часів Другої світової війни.
Ескадрений міноносець «Віджілент» закладений 31 січня 1942 року на верфі компанії Swan Hunter у Тайн-енд-Вірі. 22 грудня 1942 року він був спущений на воду, а 10 вересня 1943 року увійшов до складу Королівських ВМС Великої Британії. Есмінець брав участь у бойових діях на морі в Другій світовій війні, бився у Північній Атлантиці біля берегів Франції, Англії та Норвегії, забезпечував висадку союзників у Нормандії, діяв на Тихому океані біля берегів Голландської Ост-Індії й Бірми, супроводжував арктичні конвої. За проявлену мужність та стійкість у боях бойовий корабель заохочений чотирма бойовими відзнаками.

## Бойовий шлях

### 1943
Після введення до строю, есмінець увійшов до 26-ї флотилії ескадрених міноносців Флоту метрополії. У жовтні створив ескорт з «Хаїда», «Ірокеу», «Гарді» й «Джейнес» супроводжував лінійний корабель «Енсон» для проведення операції до Шпіцбергена.
23 листопада з есмінцями есмінці «Гарді», «Севідж», «Саумарез», «Скорпіон», «Скодж», «Венус» і «Сторд» супроводжував у далекому океанському ескорті конвой JW 54B до Росії.

### 1944
21 січня 1944 року «Віджілент» вийшов з Акурейрі з ескортною групою конвою JW 56A, що прямував до Кольської затоки. Транспортний конвой піддався атаці 10 німецьких субмарин. 25 січня U-278 вдалось потопити американське судно Penelope Barker (16 осіб загинуло, 56 врятувалось), есмінець «Обд'юрет» отримав серйозні пошкодження через торпедну атаку іншої субмарини U-360 й був змушений вийти з похідного ордеру конвою. 26 числа судно Andrew G. Curtin було потоплено U-716 (3 чоловіки загинуло, 68 врятовані «Інконстант»), Fort Bellingham спочатку дістав пошкоджень від влучення торпед U-360, а потім було затоплено U-957 (36 осіб загинуло, 35 врятовані «Оффа»; ще 2 особи взяті в полон німецькими підводниками).
3 лютого 1944 року повернувся до Британських островів з конвоєм RA 56, на який противник не впливав протягом переходу.
У лютому-березні 1944 року супроводжував арктичний конвой JW 57. 24 лютого у ході руху конвою суден німці вжили спроби атакувати підводними човнами транспорти та кораблі ескорту, однак контратакою есмінця «Кеппель» та торпедоносців «Сордфіш» з борту ескортного авіаносця «Чейсер» німецький U-713 був потоплений. Наступного дня есмінець «Махратта» був уражений торпедою T5 німецького підводного човна U-990 і швидко затонув. У свою чергу літаючий човен «Каталіна» з бази у Саллом-Во виявив та потопив глибинними бомбами німецьку субмарину U-601.
4 березня 1944 року під час супроводу конвою JW/RA-57 літаки з авіаносця «Чейсер» пошкодили німецький підводний човен U-472 (який згодом був потоплений надводними кораблями), а також потопили підводні човни U-366 (05.03.1944) та U-973 (06.03.1944).
30 березня 1944 року «Віджілент» увійшов до складу сил, що готувались до проведення операції «Тангстен» — атаці палубною авіацією королівського військово-морського флоту Великої Британії німецького лінкора «Тірпіц», здійснена 3 квітня 1944 року. Британське командування побоювалося, що цей єдиний лінкор, що лишився у німців і переховувався в Алта-фіорді, після ремонту знову стане загрозою стратегічно важливим арктичним конвоям, які доставляли вантажі до Радянського Союзу. Знищення лінкора дозволило б звільнити кілька важких бойових кораблів, що дислокувалися у Північному морі для протидії «Тірпіцу». 3 квітня літаки з п'яти авіаносців завдали удару по «Тірпіцу». Британські льотчики на 42 пікіруючих бомбардувальниках Fairey Barracuda у супроводі 80 винищувачів зустріли серйозний опір німців. Й хоча п'ятнадцять авіабомб вразили ціль, німецькому лінійному кораблю не були завдані суттєвих збитків. Через два місяці він знову увійшов до строю. Втрати британців склали чотири літаки, дев'ять льотчиків загинули.
17 липня разом з іншими кораблями британського флоту прикривав авіаносну групу з авіаносців «Формідабл», «Індіфатігебл» та «Фьюріос», що проводили чергову спробу атакувати німецький лінійний корабель «Тірпіц» у норвезькому фіорді Каафіорд.

### 1945
Після закінчення активної фази боїв біля берегів Франції та Норвегії, есмінець продовжував патрулювання та супроводження конвоїв у східному Атлантичному океані. 15 січня 1945 року розпочав похід на Далекий Схід. У лютому прибув до Східного флоту.
22 лютого прибув до Тринкомалі на Цейлоні, де приєднався до кораблів оперативної групи № 62. 28 числа 62-га оперативна група бойових кораблів союзників вийшла до Андаманських та Нікобарських островів для зачищення прилеглих акваторій від японських надводних сил.
10 травня 1945 року есмінець у складі оперативної групи флоту брав участь у битві в Малаккській протоці, коли об'єднаний флот союзників намагався зірвати проходження загону японських бойових кораблів крізь протоку з Сінгапуру до Андаманських островів. Результатом бою стало затоплення есмінцями 26-ї флотилії японського важкого крейсера «Хагуро».
2 липня 1945 року разом з есмінцями «Робак» та «Ескімо» вийшов на супровід авіаносців «Емір» та «Емперор», які вийшли в моря для прикриття 6-ї флотилії тральщиків, які зачищали від мін Малаккську протоку.
Після капітуляції японського гарнізону в Сінгапурі, ескадрений міноносець «Віджілант» повернувся до Англії. У січні 1946 року він прибув до Гаріджа, а згодом перейшов до Лондондеррі, де увійшов до протичовнової флотилії. Згодом проходив службу на Середземноморському флоті Британської імперії, 1947 році виведений до резерву. З 1951 до 1952 пройшов процес модернізації та був перекваліфікований на фрегат ПЧО типу «15». 27 жовтня 1954 року зіткнувся в морі з фрегатом ПЧО «Релентлес», унаслідок чого дістав серйозних пошкоджень. Після ремонту був визначений навчально-тренувальним кораблем для морських кадетів. Продовжував службу до 1963 року, потім виведений до резерву у Девонпорт. 6 червня 1965 року списаний та проданий на брухт.